# ホエールエクスプレス

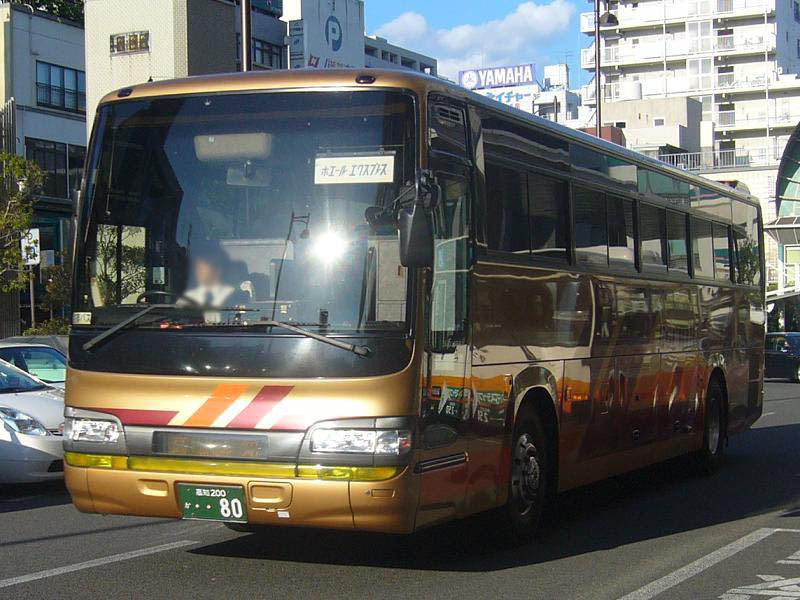
ホエールエクスプレス号（高知県交通）

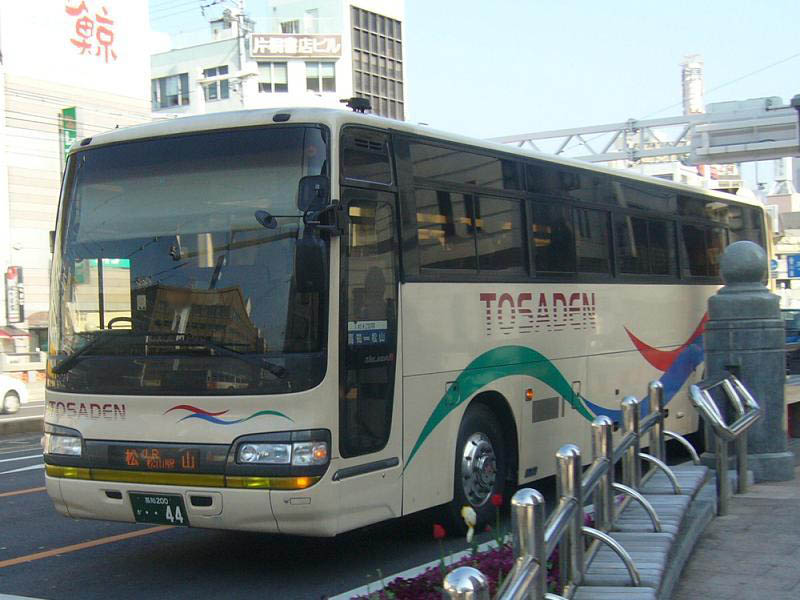
ホエールエクスプレス号（土佐電気鉄道）

ホエールエクスプレスは愛媛県松山市と高知県高知市を松山自動車道・高知自動車道経由で結ぶ高速バスである。
同区間には、JR四国バスが運行する高速バス系統「なんごくエクスプレス」が競合する。この両系統は時刻は調整されているが別個の運行であり、共通乗車の取扱いをしない。
予約制で、席は全便指定席。

## 運行会社
- 伊予鉄バス
- とさでん交通

## 沿革
- 2001年（平成13年）12月21日 - 運行開始。
- 2012年（平成24年）10月28日 - 松山空港発着便が廃止され、すべて松山市駅発着便となる。
- 2014年（平成26年）10月1日 - 土佐電気鉄道と高知県交通が事業統合しとさでん交通が発足。2社の運行分は同社に移管。
- 2016年（平成28年）10月1日 - とさでん交通一宮高知営業所廃止により一宮バスターミナルに改称。
- 2019年（令和元年）10月1日 - とさでん交通の1往復が、月・木・金・日曜日限定で松山空港まで延長運転開始
- 2024年（令和6年）2月1日 - 始発便・最終便を除く3往復を特急便とする。余戸南インター停留所を廃止。
- 2024年（令和6年）4月1日 - ダイヤ改正で、4・7号(特急便)が当面の間運休
- 2025年（令和7年）10月1日 - ダイヤ改正により運休となっていた特急便1往復と松山空港への延長運転を取りやめ

## 運行回数
- 1日4往復。とさでん交通・伊予鉄バスが共に2往復を担当。このうち始発便・最終便を除く2往復（とさでん交通・伊予鉄バス各1往復）は特急便。

## 路線
（停留所 - 停留所）でくくった中の相互の乗降はできない。特急便は×印の停留所は通らない。
- （JR松山駅 - 大街道 - 松山市駅 - 松山インター口 - 川内インター×） - 三島・川之江インター× - （一宮バスターミナル - 高知駅 - はりまや橋）

とさでん交通担当の1往復のみ、月・木・金・日曜日に松山空港まで延長運転していた。